# Noel Guarany
Noel Borges do Canto Fabrício da Silva, mais conhecido como Noel Guarany, (São Luiz Gonzaga, 26 de dezembro de 1941 — Santa Maria, 6 de outubro de 1998) foi um músico brasileiro.

## Biografia

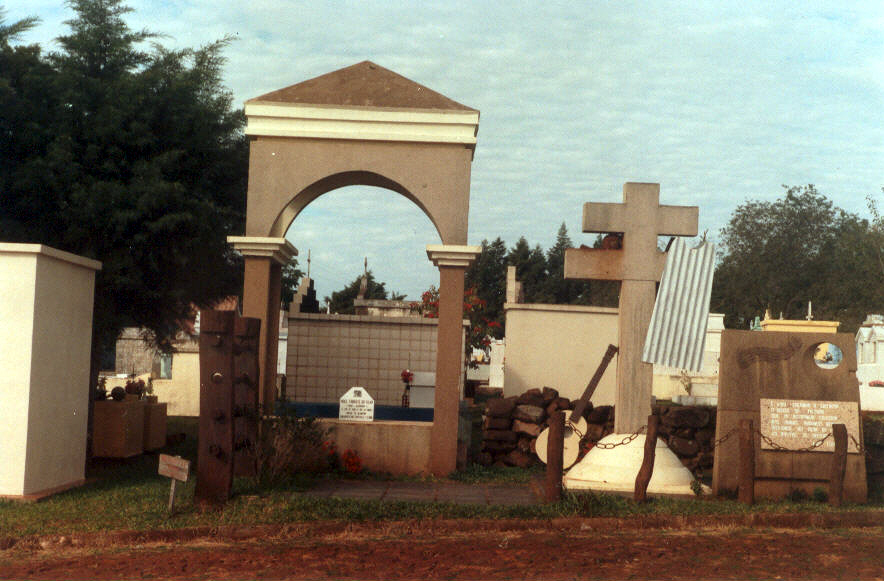
Túmulo de Noel Guarany na cidade de Bossoroca

Nasceu em Bossoroca, então distrito de São Luiz Gonzaga, filho de João Maria Fabrício da Silva e Antônia Borges do Canto. Pelo lado paterno, tinha ascendência açoriana e pelo lado materno, segundo a tradição oral, Noel descendia de uma indígena Guarani, com Francisco Borges do Canto, irmão de José Borges do Canto, militar ligado a Conquista dos Sete Povos das Missões.
Na adolescência aprendeu, de maneira autodidata, a língua guarani, bem como a compor, tocar e cantar.
Na década de 1960, percorreu diversos países latino-americanos, onde colheu diversos ensinamentos, que utilizou como subsídio para criação de suas músicas em sua futura carreira.
No final da década, apresentou alguns programas radiofônicos, nas rádios de Cerro Largo e São Luiz Gonzaga, bem como nas rádios Gaúcha e Guaíba de Porto Alegre.
Em 1970, lançou, em conjunto com Cenair Maicá, com o qual vinha se apresentando pelo Rio Grande do Sul e em festivais na Argentina, um compacto simples, com as músicas Filosofia de Gaudério e Romance do Pala Velho.
No ano seguinte gravou o seu primeiro LP, Legendas Missioneiras, pela gravadora RGE, que trazia, entre outras, parcerias com Jayme Caetano Braun, Glênio Fagundes e Aureliano de Figueiredo Pinto. Neste disco, além das músicas constantes do compacto anterior, estão presentes outras pérolas de seu repertório, como Fandango na Fronteira, Gaudério e Eu e o Rio.
Em 1973 saiu Destino Missioneiro, pela gravadora Phonogram/Sinter, no qual repetiu algumas das parcerias do disco anterior, bem como trouxe composições próprias e de Barbosa Lessa, e uma parceria com Aparício Silva Rillo. Neste disco, estavam presentes grandes músicas, como Destino Missioneiro e Destino de Peão. 
Seu terceiro LP chamou-se Sem Fronteiras, lançado em 1975 pela EMI/Odeon, que está repleto de músicas que acabaram se tornando clássicos do cancioneiro gaúcho, como Romance do Pala Velho, Potro Sem Dono (de Paulo Portela Fagundes), Filosofia de Gaudério, Balseiros do Rio Uruguai (de Barbosa Lessa), Décima do Potro Baio e Chamarrita sem Fronteira (as duas últimas, temas missioneiros recolhidos e adaptados por Noel Guarany), entre outras.
No ano de 1976 Noel Guarany gravou em parceria com Jayme Caetano Braun, de maneira independente, o LP Payador, Pampa, Guitarra. Gravado parte na Argentina e parte em São Paulo, o disco conta com a participação de grandes músicos argentinos.
Em 1977 a RGE relançou o disco Legendas Missioneiras, de 1971, com o título de Canto da Fronteira.
Em 1978 saiu o LP Noel Guarany Canta Aureliano de Figueiredo Pinto, pela RGE, que resgatava a obra e a memória de um dos grandes poetas do regionalismo gaúcho.
No ano seguinte, saiu o disco De Pulperias, ainda pela gravadora RGE. Constam deste disco as músicas En el rancho y la cambicha, Rio de los pajaros e Milonga del peón de campo, de Mario Millan Medina, Anibal Sampayo e Atahualpa Yupanqui, respectivamente.
Em 1980 saiu Alma, Garra e Melodia, em que se destacam as músicas Maneco Queixo de Ferro e Índia cruda. Neste mesmo ano ocorreu o show no Cinema Glória, na cidade de Santa Maria, que mais tarde, em 2003, viria a se tornar o disco Destino Missioneiro - Show Inédito. Nesta época, ainda em tempos da ditadura militar, passou a ser perseguido em alguns shows devido a suas convicções democráticas e libertárias, conforme registra ao vivo nesse álbum.
No ano de 1982 foi lançado o LP Para o Que Olha Sem Ver, pela RGE, título que remete à música Para el que mira sin ver de autoria do cantor e poeta argentino Atahualpa Yupanqui (presente também na composição Los ejes de mi carreta). Além das citadas, estão presentes as músicas Boi Preto, Na Baixada do Manduca e Adeus Morena, músicas de inspiração folclórica. De se destacar, também, quatro composições de João Sampaio. Neste ponto, Noel Guarany, já com os primeiros sintomas da doença que viria a ceifar-lhe a vida, começou a afastar-se dos palcos, e acabou redigindo uma carta aberta à imprensa, na qual reclama do tratamento recebido pela gravadora.
Em 1985 retira-se definitivamente dos palcos, em cumprimento ao prometido na carta de 1983. No ano de 1988, em conjunto com Jorge Guedes e João Máximo, lança o disco A Volta do Missioneiro. Ainda no mesmo ano, com Cenair Maicá, Jayme Caetano Braun e Pedro Ortaça lançou Troncos Missioneiros, como os quatro ficaram conhecidos.
Nos próximos 10 anos, o grande gaúcho, cada vez mais debilitado por uma enfermidade degenerativa no cérebro, permaneceu recolhido em seu sítio na localidade de Vila Santos, no município de Santa Maria.
Morreu na Casa de Saúde de Santa Maria, tendo sido enterrado em Bossoroca, cidade que adotou como sua terra natal e à qual sempre fez referência em suas canções.

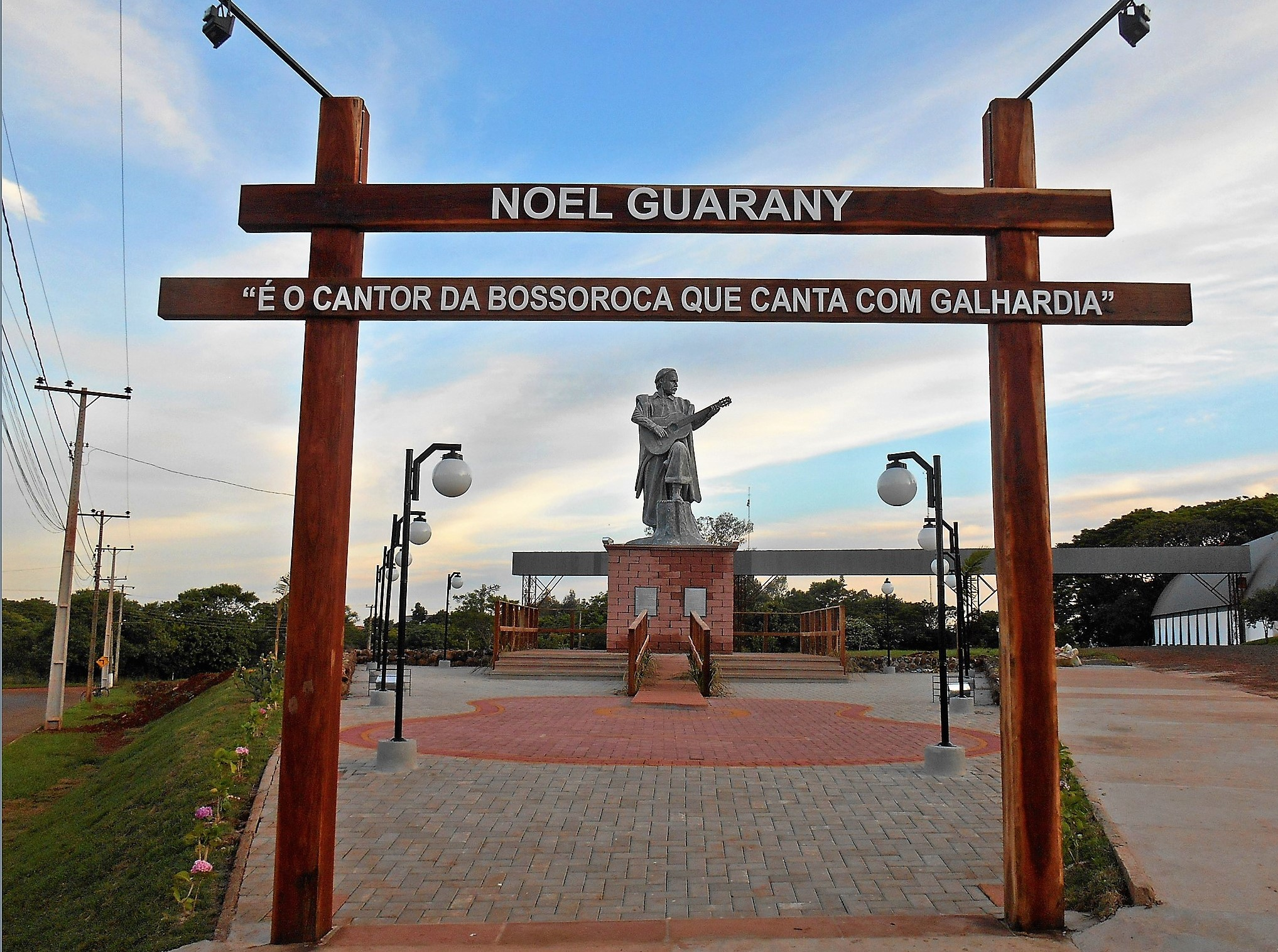
Monumento em homenagem ao músico Noel Guarany, localizado na cidade de Bossoroca, RS, Brasil.

## Discografia

### Compactos
- 1970 - Filosofia de Gaudério (com Cenair Maicá)

### Álbuns
- 1971 - Legendas Missioneiras
- 1973 - Destino Missioneiro
- 1975 - Sem Fronteiras
- 1976 - Payador, Pampa, Guitarra (com Jayme Caetano Braun)
- 1977 - Canto da Fronteira
- 1978 - Canta Aureliano de Figueiredo Pinto
- 1979 - De Pulperias
- 1980 - Alma, Garra e Melodia
- 1982 - Para o Que Olha Sem Ver
- 1984 - O Melhor de Noel Guarany
- 1988 - A Volta do Missioneiro (com Jorge Guedes e João Máximo)
- 1988 - Troncos Missioneiros (com Pedro Ortaça, Jayme Caetano Braun e Cenair Maicá)
- 2003 - Destino Missioneiro - Show Inédito